# Indie na Letních olympijských hrách 2020
Indie se zúčastnila Letních olympijských her 2020, konaných v létě roku 2021 v japonském Tokiu. Země na hry vyslala do té doby největší výpravu v historii, čítající 119 sportovců. Se ziskem sedmi medailí to byly rovněž nejúspěšnější hry v indické historii. Jediné zlato vybojoval oštěpař Níradž Čopra, když ve finále přehodil dva české medailisty, Jakuba Vadlejcha a Vítězslava Veselého. V celkovém pořadí národů se země umístila na 48. místě.

## Medailisté
| Medaile | Jméno sportovce | Sport         | Disciplína                 | Datum dosažení |
| ------- | --- | ------------- | -------------------------- | -------------- |
| Zlato   | Níradž Čopra | Atletika      | Muži – hod oštěpem         | 7. srpen       |
| Stříbro | Saikhom Mirabai Chanuová | Vzpírání      | Ženy – do 49 kg            | 24. červenec   |
| Stříbro | Ravi Kumar Dahiya | Zápas         | Muži – volný styl do 57 kg | 5 srpen        |
| Bronz   | P. V. Sindhu | Badminton     | Ženy – dvouhra             | 1. srpen       |
| Bronz   | Lovlina Borgohainová | Box           | Ženy – velterová váha      | 4. srpna       |
| Bronz   | Surender Kumar Varun Kumar Birendra Lakra Vivek Prasad Amit Rohidas Dilpreet Singh Gurjant Singh Hardik Singh Harmanpreet Singh Manpreet Singh Rupinder Singh Shamsher Singh Simranjeet Singh Nilakanta Sharma P. R. Sreejesh Lalit Upadhyay Sumit Walmiki | Pozemní hokej | Muži                       | 5. srpna       |
| Bronz   | Bajrand Punia | Zápas         | Muži – volný styl do 65 kg | 7. srpen       |

| Medaile podle sportů | Medaile podle sportů     | Medaile podle sportů        | Medaile podle sportů        | Medaile podle sportů |
| -------------------- | ------------------------ | --------------------------- | --------------------------- | -------------------- |
| Sport                | Zlatá olympijská medaile | Stříbrná olympijská medaile | Bronzová olympijská medaile | Celkem               |
| Atletika             | 1                        | 0                           | 0                           | 1                    |
| Zápas                | 0                        | 1                           | 1                           | 2                    |
| Vzpírání             | 0                        | 1                           | 0                           | 1                    |
| Badminton            | 0                        | 0                           | 1                           | 1                    |
| Box                  | 0                        | 0                           | 1                           | 1                    |
| Pozemní hokej        | 0                        | 0                           | 1                           | 1                    |
| Celkem               | 1                        | 2                           | 4                           | 7                    |

| Medaile podle data | Medaile podle data | Medaile podle data       | Medaile podle data          | Medaile podle data          | Medaile podle data |
| ------------------ | ------------------ | ------------------------ | --------------------------- | --------------------------- | ------------------ |
| Den                | Datum              | Zlatá olympijská medaile | Stříbrná olympijská medaile | Bronzová olympijská medaile | Celkem             |
| 1                  | 24. červenec       | 0                        | 1                           | 0                           | 1                  |
| 2                  | 25. červenec       | 0                        | 0                           | 0                           | 0                  |
| 3                  | 26. červenec       | 0                        | 0                           | 0                           | 0                  |
| 4                  | 27. červenec       | 0                        | 0                           | 0                           | 0                  |
| 5                  | 28. červenec       | 0                        | 0                           | 0                           | 0                  |
| 6                  | 29. červenec       | 0                        | 0                           | 0                           | 0                  |
| 7                  | 30. červenec       | 0                        | 0                           | 0                           | 0                  |
| 8                  | 31. červenec       | 0                        | 0                           | 0                           | 0                  |
| 9                  | 1. srpen           | 0                        | 0                           | 1                           | 1                  |
| 10                 | 2. srpen           | 0                        | 0                           | 0                           | 0                  |
| 11                 | 3. srpen           | 0                        | 0                           | 0                           | 0                  |
| 12                 | 4. srpen           | 0                        | 0                           | 1                           | 1                  |
| 13                 | 5. srpen           | 0                        | 1                           | 1                           | 2                  |
| 14                 | 6. srpen           | 0                        | 0                           | 0                           | 0                  |
| 15                 | 7. srpen           | 1                        | 0                           | 1                           | 2                  |
| 16                 | 8. srpen           | 0                        | 0                           | 0                           | 0                  |
| Celkem             | Celkem             | 1                        | 2                           | 4                           | 7                  |

| Medaile podle pohlaví | Medaile podle pohlaví    | Medaile podle pohlaví       | Medaile podle pohlaví       | Medaile podle pohlaví | Medaile podle pohlaví |
| --------------------- | ------------------------ | --------------------------- | --------------------------- | --------------------- | --------------------- |
| Pohlaví               | Zlatá olympijská medaile | Stříbrná olympijská medaile | Bronzová olympijská medaile | Celkem                | Procenta              |
| Muži                  | 1                        | 1                           | 3                           | 5                     | 71,4 %                |
| Ženy                  | 0                        | 1                           | 1                           | 2                     | 28,6 %                |
| Smíšené               | 0                        | 0                           | 0                           | 0                     | 0 %                   |
| Celkem                | 1                        | 2                           | 4                           | 7                     | 100%                  |

## Počet soutěžících v jednotlivých sportech
| Sport             | Muži | Ženy | Celkem |
| ----------------- | ---- | ---- | ------ |
| Atletika          | 15   | 8    | 23     |
| Badminton         | 3    | 1    | 4      |
| Box               | 5    | 4    | 9      |
| Golf              | 2    | 2    | 4      |
| Gymnastika        | 0    | 1    | 1      |
| Jachting          | 3    | 1    | 4      |
| Jezdectví         | 1    | 0    | 1      |
| Judo              | 0    | 1    | 1      |
| Lukostřelba       | 3    | 1    | 4      |
| Plavání           | 2    | 1    | 3      |
| Pozemní hokej     | 16   | 16   | 32     |
| Sportovní střelba | 8    | 7    | 15     |
| Stolní tenis      | 2    | 2    | 4      |
| Šerm              | 0    | 1    | 1      |
| Tenis             | 1    | 2    | 3      |
| Veslování         | 2    | 0    | 2      |
| Vzpírání          | 0    | 1    | 1      |
| Zápas             | 3    | 4    | 7      |
| Celkem            | 66   | 53   | 119    |

## Atletika

### Běžecké a chodecké disciplíny

#### Muži
| Sportovec                                                               | Disciplína          | Rozběh     | Rozběh | Semifinále  | Semifinále  | Finále       | Finále       |
| Sportovec                                                               | Disciplína          | Čas        | Pořadí | Čas         | Pořadí      | Čas          | Pořadí       |
| ----------------------------------------------------------------------- | ------------------- | ---------- | ------ | ----------- | ----------- | ------------ | ------------ |
| M. P. Jabir                                                             | 400 m př.           | 50,77      | 7.     | nepostoupil | nepostoupil | nepostoupil  | nepostoupil  |
| Avinash Sable                                                           | 3000 m steeplechase | 8:18,12 NR | 13.    | nepostoupil | nepostoupil | nepostoupil  | nepostoupil  |
| Amoj Jacob Naganathan Pandi* Arokia Rajiv Noah Nirmal Tom Muhammed Anas | 4 × 400 m           | 3:00,25 AR | 9.     | —           | —           | nepostoupili | nepostoupili |
| Sandeep Kumar                                                           | 20 km chůze         | —          | —      | —           | —           | 1:25:07      | 23.          |
| Rahul Rohilla                                                           | 20 km chůze         | —          | —      | —           | —           | 1:32:06      | 47.          |
| Irfan Kolothum Thodi                                                    | 20 km chůze         | —          | —      | —           | —           | 1:34:41      | 51.          |
| Gurpreet Singh                                                          | 50 km chůze         | —          | —      | —           | —           | nedokončil   | nedokončil   |

#### Ženy
| Sportovec           | Disciplína  | Rozběh    | Rozběh    | Čtvrtfinále | Čtvrtfinále | Semifinále   | Semifinále   | Finále       | Finále       |
| Sportovec           | Disciplína  | Čas       | Pořadí    | Čas         | Pořadí      | Čas          | Pořadí       | Výsledek     | Pořadí       |
| ------------------- | ----------- | --------- | --------- | ----------- | ----------- | ------------ | ------------ | ------------ | ------------ |
| Dutee Chandová      | 100 m       | volný los | volný los | 11,54       | 7.          | nepostoupila | nepostoupila | nepostoupila | nepostoupila |
| Dutee Chandová      | 200 m       | 23,85     | 7.        | —           | —           | nepostoupila | nepostoupila | nepostoupila | nepostoupila |
| Priyanka Goswamiová | 20 km chůze | —         | —         | —           | —           | —            | —            | 1:32:36      | 17.          |
| Bhawna Jatová       | 20 km chůze | —         | —         | —           | —           | —            | —            | 1:37:38      | 32.          |

#### Smíšené disciplíny
| Sportovec                                                           | Disciplína | Rozběh  | Rozběh | Finále       | Finále       |
| Sportovec                                                           | Disciplína | Čas     | Pořadí | Čas          | Pořadí       |
| ------------------------------------------------------------------- | ---------- | ------- | ------ | ------------ | ------------ |
| Muhammed Anas Arokia Rajiv Revathi Veeramaniová Subha Venkatesanová | 4 × 400 m  | 3:19,93 | 8.     | nepostoupili | nepostoupili |

### Hody, vrhy, skoky

#### Muži
| Sportovec              | Disciplína  | Kvalifikace | Kvalifikace | Finále      | Finále                   |
| Sportovec              | Disciplína  | Výkon       | Pořadí      | Výkon       | Pořadí                   |
| ---------------------- | ----------- | ----------- | ----------- | ----------- | ------------------------ |
| Murali Sreeshankar     | Skok daleký | 7,69        | 25.         | nepostoupil | nepostoupil              |
| Tajinderpal Singh Toor | Vrh koulí   | 19,99       | 24.         | nepostoupil | nepostoupil              |
| Níradž Čopra           | Hod oštěpem | 86,65       | 1. Q        | 87,58       | Zlatá olympijská medaile |
| Shivpal Singh          | Hod oštěpem | 76,40       | 27.         | nepostoupil | nepostoupil              |

#### Ženy
| Sportovec          | Disciplína  | Kvalifikace | Kvalifikace | Finále       | Finále       |
| Sportovec          | Disciplína  | Výkon       | Pořadí      | Výkon        | Pořadí       |
| ------------------ | ----------- | ----------- | ----------- | ------------ | ------------ |
| Kamalpreet Kaurová | Hod diskem  | 64,00       | 2. Q        | 63,70        | 6.           |
| Seema Puniová      | Hod diskem  | 60,57       | 16.         | nepostoupila | nepostoupila |
| Annu Raniová       | Hod oštěpem | 54,04       | 29.         | nepostoupila | nepostoupila |

## Badminton
| Sportovec                             | Kategorie      | Skupina                                        | Skupina                                       | Skupina                                 | Skupina | Osmifinále                             | Čtvrtfinále                          | Semifinále                       | Finále / BM                            | Finále / BM                 |
| Sportovec                             | Kategorie      | Soupeř Skóre                                   | Soupeř Skóre                                  | Soupeř Skóre                            | Pořadí  | Soupeř Skóre                           | Soupeř Skóre                         | Soupeř Skóre                     | Soupeř Skóre                           | Pořadí                      |
| ------------------------------------- | -------------- | ---------------------------------------------- | --------------------------------------------- | --------------------------------------- | ------- | -------------------------------------- | ------------------------------------ | -------------------------------- | -------------------------------------- | --------------------------- |
| B. Sai Praneeth                       | Mužská dvouhra | Zilberman (ISR) · P (17–21, 15–21)             | Caljouw (NED) · P (14–21, 14–21)              | —                                       | 3.      | nepostoupil                            | nepostoupil                          | nepostoupil                      | nepostoupil                            | nepostoupil                 |
| P. V. Sindhu                          | Ženská dvouhra | Polikarpovová (ISR) · V (21–7, 21–10)          | Cheung N Y (HKG) · V (21–9, 21–16)            | —                                       | 1. Q    | Blichfeldtová (DEN) · V (21–15, 21–13) | Jamagučiová (JPN) · V (21–13, 22–20) | Tai T-y (TPE) · P (18–21, 12–21) | Che Ping-ťiao (CHN) · V (21–13, 21–15) | Bronzová olympijská medaile |
| Satwiksairaj Rankireddy Chirag Shetty | Mužská čtyřhra | Lee Y / · Wang (TPE) · V (21–16, 16–21, 27–25) | Gideon / · Sukamuljo (INA) · P (13–21, 12–21) | Lane / · Vendy (GBR) · V (21–17, 21–19) | 3.      | nepostoupili                           | nepostoupili                         | nepostoupili                     | nepostoupili                           | nepostoupili                |

## Box

### Muži
| Sportovec           | Kategorie       | 1. kolo                      | Osmifinále                  | Čtvrtfinále           | Semifinále      | Finále          | Finále      |
| Sportovec           | Kategorie       | Soupeř Výsledek              | Soupeř Výsledek             | Soupeř Výsledek       | Soupeř Výsledek | Soupeř Výsledek | Pořadí      |
| ------------------- | --------------- | ---------------------------- | --------------------------- | --------------------- | --------------- | --------------- | ----------- |
| Amit Panghal        | Muší váha       | volný los                    | Martínez (COL) · P 1–4      | nepostoupil           | nepostoupil     | nepostoupil     | nepostoupil |
| Manish Kaushik      | Lehká váha      | Luke McCormack (GBR) · P 1–4 | nepostoupil                 | nepostoupil           | nepostoupil     | nepostoupil     | nepostoupil |
| Vikas Krishan Yadav | Velterová váha  | Okazawa (JPN) · P 0–5        | nepostoupil                 | nepostoupil           | nepostoupil     | nepostoupil     | nepostoupil |
| Ashish Kumar        | Střední váha    | Tuoheta (CHN) · P 0–5        | nepostoupil                 | nepostoupil           | nepostoupil     | nepostoupil     | nepostoupil |
| Satish Kumar        | Supertěžká váha | volný los                    | Ricardo Brown (JAM) · V 4–1 | Jalolov (UZB) · P 0–5 | nepostoupil     | nepostoupil     | nepostoupil |

### Ženy
| Sportovec            | Kategorie      | 1. kolo                    | Osmifinále                 | Čtvrtfinále             | Semifinále                 | Finále          | Finále                      |
| Sportovec            | Kategorie      | Soupeř Výsledek            | Soupeř Výsledek            | Soupeř Výsledek         | Soupeř Výsledek            | Soupeř Výsledek | Pořadí                      |
| -------------------- | -------------- | -------------------------- | -------------------------- | ----------------------- | -------------------------- | --------------- | --------------------------- |
| Mary Komová          | Muší váha      | Hernándezová (DOM) · V 4–1 | Valenciová (COL) · P 2–3   | nepostoupila            | nepostoupila               | nepostoupila    | nepostoupila                |
| Simranjit Kaurová    | Lehká váha     | volný los                  | Seesondeeová (THA) · P 0–5 | nepostoupila            | nepostoupila               | nepostoupila    | nepostoupila                |
| Lovlina Borgohainová | Velterová váha | volný los                  | Apetzová (GER) · V 3–2     | Chen N-c (TPE) · V 4–1  | Sürmeneliová (TUR) · P 0–5 | nepostoupila    | Stříbrná olympijská medaile |
| Pooja Raniová        | Střední váha   | —                          | Chaibová (ALG) · V 5–0     | Li Čchien (CHN) · P 0–5 | nepostoupila               | nepostoupila    | nepostoupila                |

## Golf
| Sportovec       | Kategorie | 1. kolo | 2. kolo | 3. kolo | 4. kolo | Celkem | Celkem | Celkem |
| Sportovec       | Kategorie | Skóre   | Skóre   | Skóre   | Skóre   | Skóre  | Par    | Pořadí |
| --------------- | --------- | ------- | ------- | ------- | ------- | ------ | ------ | ------ |
| Anirban Lahiri  | Muži      | 67      | 72      | 68      | 72      | 279    | −5     | T42.   |
| Udayan Mane     | Muži      | 76      | 69      | 70      | 72      | 287    | +3     | 56.    |
| Aditi Ashoková  | Ženy      | 67      | 66      | 68      | 68      | 269    | −15    | 4      |
| Diksha Dagarová | Ženy      | 76      | 72      | 72      | 70      | 290    | +6     | T50.   |

## Gymnastika

### Ženy
| Sportovec        | Disciplína | Kvalifikace | Kvalifikace | Kvalifikace | Kvalifikace | Kvalifikace | Kvalifikace | Kvalifikace | Kvalifikace | Kvalifikace | Kvalifikace | Finále       | Finále       |
| Sportovec        | Disciplína | Přeskok     | Přeskok     | Bradla      | Bradla      | Kladina     | Kladina     | Prostná     | Prostná     | Celkem      | Pořadí      | Celkem       | Pořadí       |
| Sportovec        | Disciplína | Skóre       | Pořadí      | Skóre       | Pořadí      | Skóre       | Pořadí      | Skóre       | Pořadí      | Celkem      | Pořadí      | Celkem       | Pořadí       |
| ---------------- | ---------- | ----------- | ----------- | ----------- | ----------- | ----------- | ----------- | ----------- | ----------- | ----------- | ----------- | ------------ | ------------ |
| Pranati Nayaková | Víceboj    | 13,466      | 56.         | 9,033       | 81.         | 9,433       | 82.         | 10,633      | 80.         | 42,565      | 79.         | nepostoupila | nepostoupila |

## Jachting

### Muži
| Sportovec                    | Disciplína | Závod | Závod | Závod | Závod | Závod | Závod | Závod | Závod | Závod | Závod | Závod | Závod | Závod | Celkem | Redukované body | Celkové Pořadí |
| Sportovec                    | Disciplína | 1     | 2     | 3     | 4     | 5     | 6     | 7     | 8     | 9     | 10    | 11    | 12    | M*    | Celkem | Redukované body | Celkové Pořadí |
| ---------------------------- | ---------- | ----- | ----- | ----- | ----- | ----- | ----- | ----- | ----- | ----- | ----- | ----- | ----- | ----- | ------ | --------------- | -------------- |
| Vishnu Saravanan             | Laser      | 14.   | 20.   | 24.   | 23.   | 22.   | 12.   | 27.   | 23.   | 3.    | 15.   | —     | —     | EL.   | 183    | 156             | 20.            |
| K.C. Ganapathy Varun Thakkar | 49er       | 18.   | 18.   | 17.   | 19.   | 14.   | 5.    | 17.   | 11.   | 15.   | 16.   | 9.    | 14.   | EL.   | 173    | 154             | 17.            |

### Ženy
| Sportovec         | Disciplína   | Závod | Závod | Závod | Závod | Závod | Závod | Závod | Závod | Závod | Závod | Závod | Závod | Závod | Celkem | Redukované body | Celkové Pořadí |
| Sportovec         | Disciplína   | 1     | 2     | 3     | 4     | 5     | 6     | 7     | 8     | 9     | 10    | 11    | 12    | M*    | Celkem | Redukované body | Celkové Pořadí |
| ----------------- | ------------ | ----- | ----- | ----- | ----- | ----- | ----- | ----- | ----- | ----- | ----- | ----- | ----- | ----- | ------ | --------------- | -------------- |
| Nethra Kumananová | Laser Radial | 33.   | 16.   | 15.   | 40.   | 32.   | 38.   | 22.   | 20.   | 37.   | 38.   | —     | —     | EL.   | 291    | 251             | 35.            |

Legend: EL = nepostoupil/a/i do medailového závodu;  M* = Medailový závod za dvojnásobek bodů; přeškrtnutí = nejhorší výsledek, škrtá se

## Jezdectví
| Sportovec    | Kůň      | Disciplína  | Drezúra      | Drezúra | Cross-country | Cross-country | Parkurové skákání | Parkurové skákání | Parkurové skákání | Parkurové skákání | Celkem | Celkem |
| Sportovec    | Kůň      | Disciplína  | Drezúra      | Drezúra | Cross-country | Cross-country | Kvalifikace       | Kvalifikace       | Finále            | Finále            | Celkem | Celkem |
| Sportovec    | Kůň      | Disciplína  | Trestné vody | Pořadí  | Trestné body  | Pořadí        | Trestné body      | Pořadí            | Trestné body      | Pořadí            | Celkem | Pořadí |
| ------------ | -------- | ----------- | ------------ | ------- | ------------- | ------------- | ----------------- | ----------------- | ----------------- | ----------------- | ------ | ------ |
| Fouaad Mirza | Seigneur | Jednotlivci | 28,00        | 9.      | 11,20         | 22.           | 8,00              | 27.               | 12,40             | 21.               | 59,60  | 23.    |

## Judo

### Ženy
| Sportovec            | Kategorie | 1. kolo                      | Osmifinále      | Čtvrtfinále     | Semifinále      | Opravy          | Finále / BM     | Pořadí       |
| Sportovec            | Kategorie | Soupeř Výsledek              | Soupeř Výsledek | Soupeř Výsledek | Soupeř Výsledek | Soupeř Výsledek | Soupeř Výsledek | Pořadí       |
| -------------------- | --------- | ---------------------------- | --------------- | --------------- | --------------- | --------------- | --------------- | ------------ |
| Shushila Likmabamová | −48 kg    | Csernoviczká (HUN) · P 00–10 | nepostoupila    | nepostoupila    | nepostoupila    | nepostoupila    | nepostoupila    | nepostoupila |

## Lukostřelba
| Sportovec                             | Disciplína      | Rozřazovací kolo | Rozřazovací kolo | 1. kolo                   | 2. kolo                           | Osmifinále               | Čtvrtfinále               | Semifinále   | Finále / BM  | Finále / BM  |
| Sportovec                             | Disciplína      | Skóre            | Nasazení         | Soupeř Skóre              | Soupeř Skóre                      | Soupeř Skóre             | Soupeř Skóre              | Soupeř Skóre | Soupeř Skóre | Pořadí       |
| ------------------------------------- | --------------- | ---------------- | ---------------- | ------------------------- | --------------------------------- | ------------------------ | ------------------------- | ------------ | ------------ | ------------ |
| Atanu Das                             | Muži            | 653              | 35.              | Teng J-č (TPE) · V 6–4    | Oh J-h (KOR) · V 6–5              | Furukawa (JPN) · P 4–6   | nepostoupil               | nepostoupil  | nepostoupil  | nepostoupil  |
| Pravin Jadhav                         | Muži            | 656              | 31.              | Bazarzhapov (ROC) · V 6–0 | Ellison (USA) · P 0–6             | nepostoupil              | nepostoupil               | nepostoupil  | nepostoupil  | nepostoupil  |
| Tarundeep Rai                         | Muži            | 652              | 37.              | Hunbin (UKR) · V 6–4      | Shanny (ISR) · P 5–6              | nepostoupil              | nepostoupil               | nepostoupil  | nepostoupil  | nepostoupil  |
| Atanu Das Pravin Jadhav Tarundeep Rai | Týmy muži       | 1961             | 9.               | —                         | —                                 | Kazachstán (KAZ) · V 6–2 | Jižní Korea (KOR) · P 0–6 | nepostoupili | nepostoupili | nepostoupili |
| Deepika Kumariová                     | Ženy            | 663              | 9.               | Karma (BHU) · V 6–0       | Mucino-Fernandezová (USA) · V 6–4 | Perovová (ROC) · V 6–5   | An S (KOR) · P 0–6        | nepostoupila | nepostoupila | nepostoupila |
| Pravin Jadhav Deepika Kumariová       | Smíšené dvojice | 1319             | 9. Q             | —                         | —                                 | Tchaj-wan (TPE) · V 5–3  | Jižní Korea (KOR) · P 2–6 | nepostoupili | nepostoupili | nepostoupili |

## Plavání

### Muži
| Sportovec       | Disciplína    | Rozplavba | Rozplavba | Semifinále  | Semifinále  | Finále      | Finále      |
| Sportovec       | Disciplína    | Čas       | Pořadí    | Čas         | Pořadí      | Čas         | Pořadí      |
| --------------- | ------------- | --------- | --------- | ----------- | ----------- | ----------- | ----------- |
| Srihari Nataraj | 100 m znak    | 54,31     | 27.       | nepostoupil | nepostoupil | nepostoupil | nepostoupil |
| Sajan Prakash   | 100 m motýlek | 53,45     | 46.       | nepostoupil | nepostoupil | nepostoupil | nepostoupil |
| Sajan Prakash   | 200 m motýlek | 1:57,22   | 24.       | nepostoupil | nepostoupil | nepostoupil | nepostoupil |

### Ženy
| Sportovec      | Disciplína | Rozplavba | Rozplavba | Semifinále   | Semifinále   | Finále       | Finále       |
| Sportovec      | Disciplína | Čas       | Pořadí    | Čas          | Pořadí       | Čas          | Pořadí       |
| -------------- | ---------- | --------- | --------- | ------------ | ------------ | ------------ | ------------ |
| Maana Patelová | 100 m znak | 1:05,20   | 39.       | nepostoupila | nepostoupila | nepostoupila | nepostoupila |

## Pozemní hokej

#### Souhrn
| Tým                         | Kategorie | Skupina                   | Skupina                 | Skupina                      | Skupina                 | Skupina                             | Skupina | Čtvrtfinále                  | Semifinále              | Finále / BM                  | Finále / BM                 |
| Tým                         | Kategorie | Soupeř Skóre              | Soupeř Skóre            | Soupeř Skóre                 | Soupeř Skóre            | Soupeř Skóre                        | Pořadí  | Soupeř Skóre                 | Soupeř Skóre            | Soupeř Skóre                 | Pořadí                      |
| --------------------------- | --------- | ------------------------- | ----------------------- | ---------------------------- | ----------------------- | ----------------------------------- | ------- | ---------------------------- | ----------------------- | ---------------------------- | --------------------------- |
| Indická mužská reprezentace | Muži      | Nový Zéland (NZL) · V 3–2 | Austrálie (AUS) · P 1–7 | Španělsko (ESP) · V 3–0      | Argentina (ARG) · V 3–1 | Japonsko (JPN) · V 5–3              | 2. Q    | Velká Británie (GBR) · V 3–1 | Belgie (BEL) · P 2–5    | Německo (GER) · V 5–4        | Bronzová olympijská medaile |
| Indická ženská reprezentace | Ženy      | Nizozemsko (NED) · P 1–5  | Německo (GER) · P 0–2   | Velká Británie (GBR) · P 1–4 | Irsko (IRL) · V 1–0     | Jihoafrická republika (RSA) · V 4–3 | 4 Q     | Austrálie (AUS) · V 1–0      | Argentina (ARG) · P 1–2 | Velká Británie (GBR) · P 3–4 | 4.                          |

### Muži
- Hlavní trenér:  Graham Reid

| Pozice   | Č. | Hráč               | Věk    | Tým                              |
| -------- | -- | ------------------ | ------ | -------------------------------- |
| Brankář  | 16 | P. R. Sreejesh     | 33 let | Kerala                           |
| Obránce  | 3  | Rupinder Pal Singh | 30 let | Indian Overseas Bank             |
| Obránce  | 6  | Surender Kumar     | 27 let | Food Corporation Bank            |
| Obránce  | 13 | Harmanpreet Singh  | 25 let | Petroleum Sports Promotion Board |
| Obránce  | 22 | Varun Kumar        | 25 let | Petroleum Sports Promotion Board |
| Obránce  | 26 | Birendra Lakra     | 31 let | Petroleum Sports Promotion Board |
| Obránce  | 30 | Amit Rohidas       | 28 let | Petroleum Sports Promotion Board |
| Záložník | 7  | Manpreet Singh (C) | 29 let | Punjab Armed Police              |
| Záložník | 8  | Hardik Singh       | 22 let | Petroleum Sports Promotion Board |
| Záložník | 17 | Sumit Walmiki      | 24 let | Petroleum Sports Promotion Board |
| Záložník | 18 | Nilakanta Sharma   | 26 let | Petroleum Sports Promotion Board |
| Záložník | 32 | Vivek Prasad       | 21 let | Petroleum Sports Promotion Board |
| Útočník  | 2  | Dilpreet Singh     | 21 let | Petroleum Sports Promotion Board |
| Útočník  | 9  | Gurjant Singh      | 26 let | Petroleum Sports Promotion Board |
| Útočník  | 10 | Simranjeet Singh   | 24 let | Petroleum Sports Promotion Board |
| Útočník  | 11 | Mandeep Singh      | 26 let | Petroleum Sports Promotion Board |
| Útočník  | 14 | Lalit Upadhyay     | 27 let | Petroleum Sports Promotion Board |
| Útočník  | 21 | Shamsher Singh     | 23 let | Punjab National Bank             |

#### Skupina
| Poř. | Tým         | Z | V | R | P | VG | OG | +/- | Body | Postup do   |
| ---- | ----------- | - | - | - | - | -- | -- | --- | ---- | ----------- |
| 1.   | Austrálie   | 5 | 4 | 1 | 0 | 22 | 9  | +13 | 13   | Čtvrtfinále |
| 2.   | Indie       | 5 | 4 | 0 | 1 | 15 | 13 | +2  | 12   | Čtvrtfinále |
| 3.   | Argentina   | 5 | 2 | 1 | 2 | 10 | 11 | -1  | 7    | Čtvrtfinále |
| 4.   | Španělsko   | 5 | 1 | 2 | 2 | 9  | 10 | -1  | 5    | Čtvrtfinále |
| 5.   | Nový Zéland | 5 | 1 | 1 | 3 | 11 | 16 | -5  | 4    |             |
| 6.   | Japonsko    | 5 | 0 | 1 | 4 | 10 | 18 | -8  | 1    |             |

| 24. červenec 2021 10:00 | Nový Zéland | 2–3 (1–2, 1–1) | Indie | Oi Hockey Stadium |  |

| Report                 |                        |                     |                                              |                                        |
| Leon Hayward           | Leon Hayward           | Brankáři            | P. R. Sreejesh                               | Rozhodčí: Martin Madden Coen van Bunge |
| Russell 6' Jenness 43' | Russell 6' Jenness 43' | 1–0 1–1 1–2 1–3 2–3 | 10' Rupinder 26' Harmanpreet 33' Harmanpreet | Rozhodčí: Martin Madden Coen van Bunge |

| 25. červenec 2021 18:30 | Indie | 1–7 (0–4, 1–3) | Austrálie | Oi Hockey Stadium |  |

| Report         |                |                                 |                                                                             |                                      |
| P. R. Sreejesh | P. R. Sreejesh | Brankáři                        | Andrew Charter                                                              | Rozhodčí: Ben Göntgen Marcin Grochal |
| 34' Dilpreet   | 34' Dilpreet   | 0–1 0–2 0–3 0–4 1–4 1–5 1–6 1–7 | 10' Beale 21' Hayward 23' Ogilvie 26' Beltz 40' Govers 42' Govers 51' Brand | Rozhodčí: Ben Göntgen Marcin Grochal |

| 27. červenec 2021 10:00 | Indie | 3–0 (2–0, 1–0) | Španělsko | Oi Hockey Stadium |  |

| Report                                   |                                          |             |              |                                      |
| P. R. Sreejesh                           | P. R. Sreejesh                           | Brankáři    | Quico Cortés | Rozhodčí: Jakub Mejzlík Peter Wright |
| Simranjeet 14' Rupinder 15' Rupinder 51' | Simranjeet 14' Rupinder 15' Rupinder 51' | 1–0 2–0 3–0 |              | Rozhodčí: Jakub Mejzlík Peter Wright |

| 29. červenec 2021 09:30 | Indie | 3–1 (0–0, 3–1) | Argentina | Oi Hockey Stadium |  |

| Report                              |                                     |                 |                     |                                     |
| P. R. Sreejesh                      | P. R. Sreejesh                      | Brankáři        | Juan Manuel Vivaldi | Rozhodčí: Jakub Mejzlík Ben Göntgen |
| Varun 43' Vivek 58' Harmanpreet 59' | Varun 43' Vivek 58' Harmanpreet 59' | 1–0 1–1 2–1 3–1 | 48' Casella         | Rozhodčí: Jakub Mejzlík Ben Göntgen |

| 30. červenec 2021 18:30 | Japonsko | 3–5 (1–2, 2–3) | Indie | Oi Hockey Stadium |  |

| Report                                 |                                        |                                 |                                                                    |                                         |
| Takumi Kinoshita                       | Takumi Kinoshita                       | Brankáři                        | P. R. Sreejesh                                                     | Rozhodčí: David Tomlinson Lim Hong Zhen |
| Ke. Tanaka 19' Watanabe 33' Murata 59' | Ke. Tanaka 19' Watanabe 33' Murata 59' | 0–1 0–2 1–2 2–2 2–3 2–4 2–5 3–5 | 13' Harmanpreet 17' Gurjant 34' Shamsher 51' Nilakanta 56' Gurjant | Rozhodčí: David Tomlinson Lim Hong Zhen |

#### Čtvrtfinále
| 1. srpen 2021 21:00 | Indie | 3–1 (2–0, 1–1) | Velká Británie | Oi Hockey Stadium |  |

| Report                             |                                    |                 |              |                                       |
| P. R. Sreejesh                     | P. R. Sreejesh                     | Brankáři        | Oliver Payne | Rozhodčí: Marcin Grochal Simon Taylor |
| Dilpreet 7' Gurjant 16' Hardik 57' | Dilpreet 7' Gurjant 16' Hardik 57' | 1–0 2–0 2–1 3–1 | 45' Ward     | Rozhodčí: Marcin Grochal Simon Taylor |

#### Semifinále
| 3. srpen 2021 10:30 | Indie | 2–5 (2–2, 0–3) | Belgie | Oi Hockey Stadium |  |

| Report                    |                           |                             |                                                                  |                                      |
| P. R. Sreejesh            | P. R. Sreejesh            | Brankáři                    | Vincent Vanasch                                                  | Rozhodčí: Ben Göntgen Coen van Bunge |
| Harmanpreet 7' Mandeep 8' | Harmanpreet 7' Mandeep 8' | 0–1 1–1 2–1 2–2 2–3 2–4 2–5 | 2' Luypaert 19' Hendrickx 49' Hendrickx 53' Hendrickx 60' Dohmen | Rozhodčí: Ben Göntgen Coen van Bunge |

#### Zápas o bronz
| 5. srpen 2021 10:30 | Německo | 4–5 (3–3, 1–2) | Indie | Oi Hockey Stadium |  |

| Report                                    |                                           |                                     |                                                                       |                                    |
| Alexander Stadler                         | Alexander Stadler                         | Brankáři                            | P. R. Sreejesh                                                        | Rozhodčí: Adam Kearns Simon Taylor |
| Oruz 2' Wellen 24' Fürk 25' Windfeder 48' | Oruz 2' Wellen 24' Fürk 25' Windfeder 48' | 1–0 1–1 2–1 3–1 3–2 3–3 3–4 3–5 4–5 | 17' Simranjeet 27' Hardik 29' Harmanpreet 31' Rupinder 34' Simranjeet | Rozhodčí: Adam Kearns Simon Taylor |

### Ženy
- Hlavní trenér:  Sjoerd Marijneová

| Pozice    | Č. | Hráč                    | Věk    | Tým                            |
| --------- | -- | ----------------------- | ------ | ------------------------------ |
| Brankářka | 11 | Savita Puniová          | 31 let | Hockey Haryana                 |
| Obránkyně | 2  | Gurjit Kaurová          | 25 let | Railway Sports Promotion Board |
| Obránkyně | 3  | Deep Grace Ekková       | 27 let | Railway Sports Promotion Board |
| Obránkyně | 8  | Nikki Pradhanová        | 27 let | Railway Sports Promotion Board |
| Obránkyně | 18 | Udita Duhanová          | 23 let | Hockey Haryana                 |
| Záložnice | 1  | Navjot Kaurová          | 26 let | Railway Sports Promotion Board |
| Záložnice | 4  | Monika Maliková         | 27 let | Hockey Haryana                 |
| Záložnice | 15 | Nisha Warsiová          | 26 let | Railway Sports Promotion Board |
| Záložnice | 27 | Sushila Chanuová        | 29 let | Railway Sports Promotion Board |
| Záložnice | 30 | Salima Teteová          | 19 let | Hockey Jharkhand               |
| Záložnice | 32 | Neha Goyalová           | 25 let | Railway Sports Promotion Board |
| Útočnice  | 7  | Sharmila Deviová        | 19 let | Hockey Him                     |
| Útočnice  | 16 | Vandana Katariyová      | 29 let | Railway Sports Promotion Board |
| Útočnice  | 20 | Lalremsiami Hmarzoteová | 21 let | Railway Sports Promotion Board |
| Útočnice  | 25 | Navneet Kaurová         | 25 let | Railway Sports Promotion Board |
| Útočnice  | 28 | Rani Rampalová          | 26 let | Hockey Haryana                 |

#### Skupina
| Poř. | Tým                | Z | V | R | P | VG | OG | +/- | Body | Postup do   |
| ---- | ------------------ | - | - | - | - | -- | -- | --- | ---- | ----------- |
| 1.   | Nizozemsko         | 5 | 5 | 0 | 0 | 18 | 2  | +16 | 15   | Čtvrtfinále |
| 2.   | Německo            | 5 | 4 | 0 | 1 | 13 | 7  | +6  | 12   | Čtvrtfinále |
| 3.   | Spojené království | 5 | 3 | 0 | 2 | 11 | 5  | +6  | 9    | Čtvrtfinále |
| 4.   | Indie              | 5 | 2 | 0 | 3 | 7  | 14 | -7  | 6    | Čtvrtfinále |
| 5.   | Irsko              | 5 | 1 | 0 | 4 | 4  | 11 | -7  | 3    |             |
| 6.   | Jižní Afrika       | 5 | 0 | 0 | 5 | 5  | 19 | -14 | 0    |             |

| 24. červenec 2021 20:45 | Nizozemsko | 5–1 (1–1, 4–0) | Indie | Oi Hockey Stadium |  |

| Report                                                                         |                                                                                |                         |                |                                              |
| Josine Koningová                                                               | Josine Koningová                                                               | Brankáři                | Savita Puniová | Rozhodčí: Carolina de la Fuente Amber Church |
| Albersová 6' Van Geffenová 33' Albersová 43' Matlaová 45' Van Maasakkerová 52' | Albersová 6' Van Geffenová 33' Albersová 43' Matlaová 45' Van Maasakkerová 52' | 1–0 1–1 2–1 3–1 4–1 5–1 | 10' Rampalová  | Rozhodčí: Carolina de la Fuente Amber Church |

| 26. červenec 2021 21:15 | Německo | 2–0 (1–0, 1–0) | Indie | Oi Hockey Stadium |  |

| Report                        |                               |          |                |                                   |
| Julia Sonntagová              | Julia Sonntagová              | Brankáři | Savita Puniová | Rozhodčí: Sarah Wilson Emi Yamada |
| Lorenzová 12' Schröderová 35' | Lorenzová 12' Schröderová 35' | 1–0 2–0  |                | Rozhodčí: Sarah Wilson Emi Yamada |

| 28. červenec 2021 10:00 | Velká Británie | 4–1 (2–1, 2–0) | Indie | Oi Hockey Stadium |  |

| Report                                                  |                                                         |                     |                |                                            |
| Maddie Hinchová                                         | Maddie Hinchová                                         | Brankáři            | Savita Puniová | Rozhodčí: Laurine Delforge Aleisha Neumann |
| Martinová 2' Martinová 19' Owsleyová 41' Balsdonová 57' | Martinová 2' Martinová 19' Owsleyová 41' Balsdonová 57' | 1–0 2–0 2–1 3–1 4–1 | 23' Deviová    | Rozhodčí: Laurine Delforge Aleisha Neumann |

| 30. červenec 2021 11:45 | Irsko | 0–1 (0–0, 0–1) | Indie | Oi Hockey Stadium |  |

| Report              |                     |          |                |                                            |
| Ayeisha McFerranová | Ayeisha McFerranová | Brankáři | Savita Puniová | Rozhodčí: Aleisha Neumann Annelize Rostron |
|                     |                     | 0–1      | 13' Kaurová    | Rozhodčí: Aleisha Neumann Annelize Rostron |

| 31. červenec 2021 12:15 | Indie | 4–3 (2–2, 2–1) | Jižní Afrika | Oi Hockey Stadium |  |

| Report                                                   |                                                          |                             |                                           |                                     |
| Savita Puniová                                           | Savita Puniová                                           | Brankáři                    | Phumelela Mbandeová                       | Rozhodčí: Amber Church Liu Xiaoying |
| Kataryiová 4' Kataryiová 17' Goyalová 32' Kataryiová 49' | Kataryiová 4' Kataryiová 17' Goyalová 32' Kataryiová 49' | 1–0 1–1 2–1 2–2 3–2 3–3 4–3 | 15' Glasbyová 30' Hunterová 39' Maraisová | Rozhodčí: Amber Church Liu Xiaoying |

#### Čtvrtfinále
| 2. srpen 2021 12:00 | Austrálie | 0–1 (0–1, 0–0) | Indie | Oi Hockey Stadium |  |

| Report           |                  |          |                |                                                 |
| Rachael Lynchová | Rachael Lynchová | Brankáři | Savita Puniová | Rozhodčí: Carolina de la Fuente Irene Presenqui |
|                  |                  | 0–1      | 22' Taurová    | Rozhodčí: Carolina de la Fuente Irene Presenqui |

#### Semifinále
| 4. srpen 2021 19:00 | Argentina | 2–1 (1–1, 1–0) | Indie | Oi Hockey Stadium |  |

| Report                              |                                     |             |                |                                     |
| Belen Succiová                      | Belen Succiová                      | Brankáři    | Savita Puniová | Rozhodčí: Amber Church Sarah Wilson |
| Barrionuevová 18' Barrionuevová 37' | Barrionuevová 18' Barrionuevová 37' | 0–1 1–1 2–1 | 2' Kaurová     | Rozhodčí: Amber Church Sarah Wilson |

#### Zápas o bronz
| 6. srpen 2021 10:30 | Velká Británie | 4–3 (2–3, 2–0) | Indie | Oi Hockey Stadium |  |

| Report                                                          |                                                                 |                             |                                        |                                             |
| Maddie Hinchová                                                 | Maddie Hinchová                                                 | Brankáři                    | Savita Puniová                         | Rozhodčí: Michelle Joubert Michelle Meister |
| Rayerová 16' Robertsonová 24' Pearne-Webbová 35' Balsdonová 48' | Rayerová 16' Robertsonová 24' Pearne-Webbová 35' Balsdonová 48' | 1–0 2–0 2–1 2–2 2–3 3–3 4–3 | 25' Kaurová 26' Kaurová 29' Kataryiová | Rozhodčí: Michelle Joubert Michelle Meister |

## Sportovní střelba

### Muži
| Sportovec             | Disciplína                 | Kvalifikace | Kvalifikace | Finále      | Finále      |
| Sportovec             | Disciplína                 | Body        | Pořadí      | Body        | Pořadí      |
| --------------------- | -------------------------- | ----------- | ----------- | ----------- | ----------- |
| Deepak Kumar          | 10 m vzduchová puška       | 624,7       | 26.         | nepostoupil | nepostoupil |
| Divyansh Singh Panwar | 10 m vzduchová puška       | 622,8       | 32.         | nepostoupil | nepostoupil |
| Aishwary Tomar        | 50 m třípolohová malorážka | 1167        | 21.         | nepostoupil | nepostoupil |
| Sanjeev Rajput        | 50 m třípolohová malorážka | 1157        | 32.         | nepostoupil | nepostoupil |
| Saurabh Chaudhary     | 10 m vzduchová pistole     | 586         | 1. Q        | 137,4       | 7.          |
| Abhishek Verma        | 10 m vzduchová pistole     | 575         | 17.         | nepostoupil | nepostoupil |
| Angad Bajwa           | Skeet                      | 120         | 18.         | nepostoupil | nepostoupil |
| Mairaj Ahmad Khan     | Skeet                      | 117         | 25.         | nepostoupil | nepostoupil |

### Ženy
| Sportovec             | Disciplína                 | Kvalifikace | Kvalifikace | Finále       | Finále       |
| Sportovec             | Disciplína                 | Body        | Pořadí      | Body         | Pořadí       |
| --------------------- | -------------------------- | ----------- | ----------- | ------------ | ------------ |
| Apurvi Chandelová     | 10 m vzduchová puška       | 621.9       | 36.         | nepostoupila | nepostoupila |
| Elavenil Valarivanová | 10 m vzduchová puška       | 626.5       | 16.         | nepostoupila | nepostoupila |
| Anjum Moudgilová      | 50 m třípolohová malorážka | 1167        | 15.         | nepostoupila | nepostoupila |
| Tejaswini Sawantová   | 50 m třípolohová malorážka | 1154        | 33.         | nepostoupila | nepostoupila |
| Manu Bhakerová        | 10 m vzduchová pistole     | 575         | 12.         | nepostoupila | nepostoupila |
| Yashaswini Deswalová  | 10 m vzduchová pistole     | 574         | 13.         | nepostoupila | nepostoupila |
| Manu Bhakerová        | 25 m vzduchová pistole     | 582         | 15.         | nepostoupila | nepostoupila |
| Rahi Sarnobatová      | 25 m vzduchová pistole     | 573         | 32.         | nepostoupila | nepostoupila |

### Smíšené disciplíny
| Sportovec                                   | Disciplína             | Kvalifikace | Kvalifikace | Semifinále   | Semifinále   | Finále / BM  | Finále / BM  |
| Sportovec                                   | Disciplína             | Body        | Pořadí      | Body         | Pořadí       | Body         | Pořadí       |
| ------------------------------------------- | ---------------------- | ----------- | ----------- | ------------ | ------------ | ------------ | ------------ |
| Deepak Kumar Anjum Moudgilová               | 10 m vzduchová puška   | 623,8       | 18.         | nepostoupili | nepostoupili | nepostoupili | nepostoupili |
| Divyansh Singh Panwar Elavenil Valarivanová | 10 m vzduchová puška   | 626,5       | 12.         | nepostoupili | nepostoupili | nepostoupili | nepostoupili |
| Saurabh Chaudhary Manu Bhakerová            | 10 m vzduchová pistole | 582         | 1. Q        | 380          | 7.           | nepostoupili | nepostoupili |
| Abhishek Verma Yashaswini Deswalová         | 10 m vzduchová pistole | 564         | 17.         | nepostoupili | nepostoupili | nepostoupili | nepostoupili |

## Stolní tenis
| Sportovec                    | Kategorie       | Předkolo        | 1. kolo                    | 2. kolo                | 3. kolo                 | Osmifinále                          | Čtvrtfinále     | Semifinále      | Finále / BM     | Finále / BM  |
| Sportovec                    | Kategorie       | Soupeř Výsledek | Soupeř Výsledek            | Soupeř Výsledek        | Soupeř Výsledek         | Soupeř Výsledek                     | Soupeř Výsledek | Soupeř Výsledek | Soupeř Výsledek | Pořadí       |
| ---------------------------- | --------------- | --------------- | -------------------------- | ---------------------- | ----------------------- | ----------------------------------- | --------------- | --------------- | --------------- | ------------ |
| Sharath Kamal                | Mužská dvouhra  | volný los       | volný los                  | Apolónia (POR) · V 4–2 | Ma L (CHN) · 0P 1–4     | nepostoupil                         | nepostoupil     | nepostoupil     | nepostoupil     | nepostoupil  |
| Sathiyan Gnanasekaran        | Mužská dvouhra  | volný los       | volný los                  | Lam S-h (HKG) · P 3–4  | nepostoupil             | nepostoupil                         | nepostoupil     | nepostoupil     | nepostoupil     | nepostoupil  |
| Manika Batrová               | Ženská dvouhra  | Bye             | Ho (GBR) · V 4–0           | Pesotská (UKR) · V 4–3 | Polcanová (AUT) · P 0–4 | nepostoupila                        | nepostoupila    | nepostoupila    | nepostoupila    | nepostoupila |
| Sutirtha Mukherjee           | Ženská dvouhra  | Bye             | Bergströmová (SWE) · V 4–3 | Fu (POR) · P 0–4       | nepostoupila            | nepostoupila                        | nepostoupila    | nepostoupila    | nepostoupila    | nepostoupila |
| Sharath Kamal Manika Batrová | Smíšená čtyřhra | —               | —                          | —                      | —                       | Lin Y-j / · Cheng I-c (TPE) · P 0–4 | nepostoupili    | nepostoupili    | nepostoupili    | nepostoupili |

## Šerm

### Ženy
| Sportovec             | Disciplína | 1. kolo                     | 2. kolo                  | Osmifinále   | Čtvrtfinále  | Semifinále   | Finále / BM  | Finále / BM  |
| Sportovec             | Disciplína | Soupeř Skóre                | Soupeř Skóre             | Soupeř Skóre | Soupeř Skóre | Soupeř Skóre | Soupeř Skóre | Pořadí       |
| --------------------- | ---------- | --------------------------- | ------------------------ | ------------ | ------------ | ------------ | ------------ | ------------ |
| C. A. Bhavani Deviová | Šavle      | Ben Aziziová (TUN) · V 15–3 | Brunetová (FRA) · P 7–15 | nepostoupila | nepostoupila | nepostoupila | nepostoupila | nepostoupila |

## Tenis
| Sportovec                     | Kategorie      | 1. kolo                              | 2. kolo                                                         | Osmifinále      | Čtvrtfinále     | Semifinále      | Finále / BM     | Finále / BM  |
| Sportovec                     | Kategorie      | Soupeř Výsledek                      | Soupeř Výsledek                                                 | Soupeř Výsledek | Soupeř Výsledek | Soupeř Výsledek | Soupeř Výsledek | Pořadí       |
| ----------------------------- | -------------- | ------------------------------------ | --------------------------------------------------------------- | --------------- | --------------- | --------------- | --------------- | ------------ |
| Sumit Nagal                   | Mužská dvouhra | Istomin (UZB) · V 6–4, 6–7(6–8), 6–4 | Medveděv (ROC) · P 2–6, 1–6                                     | nepostoupil     | nepostoupil     | nepostoupil     | nepostoupil     | nepostoupil  |
| Sania Mirzaová Ankita Rainová | Ženská čtyřhra | —                                    | L. Kičenoková / · N. Kičenoková (UKR) · P 6–0, 6–7(0–7), [8–10] | nepostoupily    | nepostoupily    | nepostoupily    | nepostoupily    | nepostoupily |

## Veslování

### Muži
| Sportovec              | Disciplína           | Rozjížďky | Rozjížďky | Opravy  | Opravy  | Semifinále | Semifinále | Finále  | Finále |
| Sportovec              | Disciplína           | Čas       | Pořadí    | Čas     | Pořadí  | Čas        | Pořadí     | Čas     | Pořadí |
| ---------------------- | -------------------- | --------- | --------- | ------- | ------- | ---------- | ---------- | ------- | ------ |
| Arjun Lal Arvind Singh | Dvojskif lehkých vah | 6:40,33   | 5. O      | 6:51,36 | 3. SA/B | 6:24:41    | 6. FB      | 6:29,66 | 11.    |

Legenda: FB = Finále B; SA/B = Semifinále A/B; O = Opravy

## Vzpírání

### Ženy
| Sportovec                | Kategorie | Trh      | Trh    | Nadhoz   | Nadhoz | Celkem | Pořadí                      |
| Sportovec                | Kategorie | Výsledek | Pořadí | Výsledek | Pořadí | Celkem | Pořadí                      |
| ------------------------ | --------- | -------- | ------ | -------- | ------ | ------ | --------------------------- |
| Saikhom Mirabai Chanuová | −49 kg    | 87       | 2.     | 115      | 2.     | 202    | Stříbrná olympijská medaile |

## Zápas

### Volný styl

#### Muži
| Sportovec         | Kategorie | Osmifinále               | Čtvrtfinále             | Semifinále                  | Opravy          | Finále / BM              | Finále / BM                 |
| Sportovec         | Kategorie | Soupeř Výsledek          | Soupeř Výsledek         | Soupeř Výsledek             | Soupeř Výsledek | Soupeř Výsledek          | Pořadí                      |
| ----------------- | --------- | ------------------------ | ----------------------- | --------------------------- | --------------- | ------------------------ | --------------------------- |
| Ravi Kumar Dahiya | −57 kg    | Tigreros (COL) · V 13–2  | Vangelov (BUL) · V 14–4 | Sanayev (KAZ) · V 7–9       | —               | Uguev (ROC) · P 4–7      | Stříbrná olympijská medaile |
| Bajrang Punia     | −65 kg    | Akmataliev (KGZ) · V 3–3 | Ghiasi (IRI) · V 5–0    | Aliyev (AZE) · P 5–12       | volný los       | Niyazbekov (KAZ) · V 8–0 | Bronzová olympijská medaile |
| Deepak Punia      | −86 kg    | Agiomor (NGR) · V 12–1   | Lin Zs (CHN) · V 6–3    | David Taylor (USA) · P 0–10 | volný los       | Amine (SMR) · P 2–4      | 5.                          |

#### Ženy
| Sportovec        | Kategorie | Osmifinále                | Čtvrtfinále               | Semifinále      | Opravy                  | Finále / BM     | Finále / BM |
| Sportovec        | Kategorie | Soupeř Výsledek           | Soupeř Výsledek           | Soupeř Výsledek | Soupeř Výsledek         | Soupeř Výsledek | Pořadí      |
| ---------------- | --------- | ------------------------- | ------------------------- | --------------- | ----------------------- | --------------- | ----------- |
| Seema Bislová    | −50 kg    | Hamdiová (TUN) · P 1–3    | nepostoupila              | nepostoupila    | nepostoupila            | nepostoupila    | 13.         |
| Vinesh Phogatová | −53 kg    | Mattssonová (SWE) · V 7–1 | Kaladzinská (BLR) · P 3–9 | nepostoupila    | nepostoupila            | nepostoupila    | 9.          |
| Anshu Maliková   | −57 kg    | Kuračkinová (BLR) · P 2–8 | nepostoupila              | nepostoupila    | Koblovová (ROC) · P 1–5 | nepostoupila    | 9.          |
| Sonam Maliková   | −62 kg    | Khürelkhüü (MGL) · P 2–2  | nepostoupila              | nepostoupila    | nepostoupila            | nepostoupila    | 11.         |